# Hermann Reischle

Hermann Reischle

Hermann Reischle (* 22. September 1898 in Heilbronn; † 25. Dezember 1983 in Rengsdorf) war ein deutscher Volkswirt, NS-Agrarfunktionär, SS-Führer sowie Politiker (NSDAP).

## Leben
Reischle nahm als Kriegsfreiwilliger am Ersten Weltkrieg teil. Von 1919 bis 1923 studierte er Staatswissenschaft an den Universitäten Tübingen und Berlin, von 1919 bis 1921 war er Zeitfreiwilliger im Studentenbataillon Tübingen, 1923 wurde er von wirtschaftswissenschaftlichen Fakultät der Universität Tübingen mit einer Arbeit über Das Effektengeschäft der deutschen Kreditbanken von kriegsbeginn bis Dezember 1922 zum Dr. rer. pol. promoviert. Von 1924 bis 1931 war Reischle als Referent und Abteilungsleiter beim Reichsverband des Deutschen Gartenbaus e.V. tätig. Reischle gehörte dem Stahlhelm, Bund der Frontsoldaten an. Zum 1. März 1931 trat er der NSDAP bei (Mitgliedsnummer 474.435) und war Mitarbeiter von Walter Darré in der landwirtschaftlichen Abteilung der Reichsleitung der NSDAP. Nach 1933 wurde Reischle Stabsamtsführer des Reichsbauernführers, führender Funktionär im Reichsnährstand und stellvertretender Präsident der deutschen Rentenbank. Er saß im Beirat der Deutschen Reichsbank und Deutschen Reichspost. Ferner leitete er das Hauptamt „Blut und Boden“ im Reichsamt für Agrarpolitik in München. Reischle trat 1932 in die SS ein (SS-Nummer 101.350) und gehörte ab 1938 als SS-Gruppenführer dem Stab Reichsführer SS Heinrich Himmler an. Er war 1935 Mitbegründer des SS-Ahnenerbes und amtierte dort bis 1938 als stellvertretender Kurator. Von 1934 bis 1938 leitete er mit Unterbrechungen das Rasseamt des Rasse- und Siedlungshauptamtes.
Bei der Reichstagswahl am 29. März 1936 kandidierte Reischle als Diplom-Volkswirt und Stabsamtsführer aus Berlin-Schlachtensee erfolglos. Am 5. Dezember 1940 trat er im Nachrückverfahren für den verstorbenen Eugen von Quadt zu Wykradt und Isny als Abgeordneter in den nationalsozialistischen Reichstag, dem er bis zum Ende der NS-Herrschaft im Frühjahr 1945 als Vertreter des Wahlkreises 31 (Württemberg) angehörte. Außerdem war Reischle Mitglied des Generalrates der Wirtschaft. Ab August 1942 nahm er als Hauptmann der Wehrmacht am Zweiten Weltkrieg teil. Ab 1944 war er im SS-Personalhauptamt tätig.
Nach Kriegsende trat Reischle bis 1949 als Zeuge bei den Nürnberger Prozessen auf. Danach arbeitete er als freiberuflicher Agrar- und Wirtschaftsjournalist in Stuttgart. Von 1958 bis 1971 war er zudem Vorstand der Verbindungsstelle Industrie/Landwirtschaft e. V. in Stuttgart. 1972 trat er in den Ruhestand.

## Auszeichnungen
- Württembergische Goldene Militärverdienstmedaille
- Goldene Ähre des Bauernverbandes Württemberg-Baden

## Schriften
- Das Effektengeschäft der deutschen Kreditbanken von Kriegsbeginn bis Dezember 1922. Mit besonderer Berücksichtigung der Lage der Produktion und der Wirkung des Währungsverfalls, 1923. (Dissertation)
- Aufgaben und Aufbau des Reichsnährstandes, 1934. (mit Wilhelm Saure)
- Die Bodenfrage: das Kernstück des Sozialismus. In: Odal. Monatsschrift für Blut und Boden, Jg. 2, Heft 10, April 1934, S. 721–725.
- Die Sicherung der Lebensfähigkeit des deutschen Bauerntums und der Nahrungsmittelversorung des deutschen Volkes durch das Reichsnährstandsgesetz. In: Odal. Monatsschrift für Blut und Boden, Jg. 3, 1934, Heft 3, S. 171–175.
- Reichsbauernführer Darré, der Kämpfer um Blut und Boden, eine Lebensbeschreibung, 1935.
- Die deutsche Ernährungswirtschaft: Aufgabe, Leistung und Organisation, Berlin: Junker & Dünnhaupt 1935 (Schriften der Deutschen Hochschule für Politik: 2, Der organisatorische Aufbau des Dritten Reiches; 1)
- Die germanischen Grundlagen des schwäbischen Bauerntums, Vortrag (Ulm 1936), Stuttgart 1937.
- Eine Burg des deutschen Geistes. In: Germanien. Monatshefte für Vorgeschichte zur Erkenntnis deutschen Wesens, Jg. 8, 1936, S. 331–334.
- Was will das deutsche Ahnenerbe? In: Germanien. Monatshefte für Vorgeschichte zur Erkenntnis deutschen Wesens, Jg. 8, 1936, S. 337–338.
- Volkstum als Erbe. Vortrag auf der Reichstagung der NS-Kulturgemeinde München. In: Nationalsozialistische Monatshefte, Jg. 7, 1936, S. 683–694.
- Landflucht und Landarbeiterfrage. Rede des Reichshauptamtsleiters der NSDAP., Dr. Hermann Reischle vor dem Januar-Lehrgang der Kommission für Wirtschaftspolitik der NSDAP am 27. Januar 1938 in München, 1938.
- Der Weg der NS-Wirtschaft. In: Odal, Jg. 8, 1939, Heft 10, S. 873.
- Das germanische Erbe im deutschen Bauerntum. In: Ernst Otto Thiele (Bearb.): Das germanische Erbe in der deutschen Volkskultur. Die Vorträge des 1. Deutschen Volkskundetages zu Braunschweig, Herbst 1938, München: Hoheneichen 1939, S. 14–33.
- Kann man Deutschland aushungern?, Berlin: Zentralverlag der NSDAP 1940.
- Nationalsozialistische Agrarpolitik, Münster: Coppenrath 1941.
- Der volkswirtschaftliche Ausgleich zwischen Stadt und Land, München: Eher 1942.